# Zdziechów-Kolonia
Zdziechów-Kolonia – część wsi Zdziechów w Polsce, położona w województwie łódzkim, w powiecie pabianickim, w gminie Lutomiersk.
W latach 1975–1998 Zdziechów-Kolonia administracyjnie należał do województwa sieradzkiego.